# Strada statale 486 di Montefiorino
La ex strada statale 486 di Montefiorino (SS 486), ora strada provinciale 486 R di Montefiorino (SP 486 R), è una strada provinciale italiana che collega Modena all'Appennino tosco-emiliano.
È una strada molto importante, perché assieme alla ex strada statale 467 di Scandiano, costituisce due importanti assi viari a servizio del distretto ceramico tra le province di Reggio Emilia e Modena.

## Storia
La strada statale 486 venne istituita nel 1965 con il seguente percorso: "Innesto Strada statale n. 12 «dell'Abetone e del Brennero» a Casinalbo - Sassuolo - Castellarano - Montefiorino - Cargedolo - Piandelagotti - innesto Strada statale n. 324 «del Passo delle Radici» presso Passo Radici."
Nel 1988 la strada venne prolungata da Casinalbo a Modena, incorporando un tratto della SS 12 contemporaneamente deviata su un nuovo tracciato (la "Nuova Estense").
In seguito al decreto legislativo n. 112 del 1998, dal 2001 la gestione è passata dall'ANAS alla Regione Emilia-Romagna, che ha provveduto al trasferimento dell'infrastruttura al demanio della Provincia di Modena e della Provincia di Reggio Emilia per le tratte territorialmente competenti.

## Percorso
La strada ha origine a Modena dall'innesto sulla SS 9 Via Emilia. Proseguendo in direzione sud-est lambisce Formigine ed arriva a Sassuolo, prestandosi solo al traffico locale data la costruzione della tangenziale di Modena e della sua diramazione per Sassuolo.
Da questo comune comincia la parte ammodernata della statale, infatti nel corso degli anni ‘80 sono state costruite numerose varianti al tracciato storico, specialmente nel tratto reggiano di fondovalle, che originariamente passava all’interno dei centri abitati, con un tracciato tortuoso e non più adeguato alla costante mole di traffico pesante proveniente dalla zona delle ceramiche verso la montagna. Il centro di Sassuolo viene evitato grazie alla variante alla SS 467 di Scandiano, che permette anche di oltrepassare il fiume Secchia tramite il nuovo ponte di Villalunga (inaugurato nel 1979) e quindi di entrare in provincia di Reggio Emilia.
Subito dopo il ponte di Villalunga, vi è uno svincolo che risepara le due ex statali e comincia il tratto di fondovalle che risale il fiume Secchia lungo la sua sponda sinistra.
La prima variante in tale tratto, lunga 7 km, si ha dallo svincolo fino a sud di Castellarano. La strada si ricongiunge quindi con il suo tracciato storico per 3,3 km prima di arrivare a Roteglia, che viene superata con un’altra variante.
Ricongiunta un’altra volta con il tracciato originale a sud di Roteglia, la strada attraversa la frazione di Muraglione di Baiso e, poco prima di Lugo, sempre in comune di Baiso, inizia l’ultimo tratto in variante, realizzato sempre tra gli anni ‘80 e ‘90, caratterizzato da gallerie e lunghi viadotti sul Secchia che permettono continui cambi di provincia e versanti del fiume fino alla località di Ponte Secchia, ove si dirama la SP 19 che segue il corso del suddetto fiume e permette di collegarsi a numerosi centri dell’alto Appennino Reggiano e di congiungersi alla SS 63 del Valico del Cerreto. Da qui la strada attraversa il Secchia, entra a Cerredolo di Toano, e abbandona il corso principale, per seguire invece la vallata scavata dai torrenti Dragone e successivamente del Dolo, fino alla località di Ponte Dolo.
Superato quindi il Dolo, la strada ritorna in provincia di Modena, e si inerpica verso il centro abitato di Montefiorino che dà il nome alla strada stessa, superato il quale, prosegue in direzione sud-est attraversando il territorio comunale di Frassinoro ed arrivando ad innestarsi sulla ex SS 324 del Passo delle Radici, non lontano dal passo delle Radici stesso che fa da confine con la Toscana.